# Suihua
Suihua, tidigare stavat Suihwa, är en stad på prefekturnivå i Heilongjiang-provinsen i nordöstra Kina. Den ligger  omkring 130 kilometer norr om provinshuvudstaden Harbin.

## Administrativ indelning
Suihua indelas i ett stadsdistrikt som omfattar själva stadskärnan, sex härad och tre städer på häradsnivå:
- Stadsdistriktet Beilin (北林区), 2 723 km², 870 000 invånare, centrum och säte för stadsfullmäktige;
- Häradet Wangkui (望奎县), 2 299 km², 480 000 invånare;
- Häradet Lanxi (兰西县), 2 499 km², 470 000 invånare;
- Häradet Qinggang (青冈县), 2 686 km², 420 000 invånare;
- Häradet Qing'an (庆安县), 5 607 km², 380 000 invånare;
- Häradet Mingshui (明水县), 2 308 km², 340 000 invånare;
- Häradet Suiling (绥棱县), 4 506 km², 330 000 invånare);
- Staden Anda (安达市), 3 586 km², 510 000 invånare;
- Staden Zhaodong (肇东市), 4 330 km², 930 000 invånare;
- Staden Hailun (海伦市), 4 667 km², 820 000 invånare.

## Klimat
Genomsnittlig årsnederbörd är 833 millimeter. Den regnigaste månaden är juli, med i genomsnitt 217 mm nederbörd, och den torraste är januari, med 8 mm nederbörd.